# Jean-Laurent Casanova
Pour les articles homonymes, voir Casanova (homonymie).
Jean-Laurent Casanova, né le 14 juin 1963 à Paris, est un médecin, pédiatre et immunologue français. Il dirige ses recherches à l'université Rockefeller, au Howard Hughes Medical Institute ainsi qu'à l'université Paris Descartes, désormais Université de Paris, au sein de l'Institut Imagine. Il a reçu le Grand Prix de l'Inserm en 2016 pour ses travaux sur la génétique humaine des maladies infectieuses.

## Biographie
Jean-Laurent Casanova a reçu son doctorat en médecine en 1987 à la faculté de médecine de l'université Paris-Descartes. Il effectue sa formation interne à l'Institut Pasteur et à l'Institut Ludwig pour la recherche sur le cancer et passe son doctorat en immunologie à l'université Pierre-et-Marie-Curie en 1992. Il a ensuite effectué une formation en immunologie et hématologie en pédiatrie à l'hôpital Necker-Enfants malades. En 1999, il est nommé professeur de pédiatrie à l'hôpital Necker où il fonde et dirige avec Laurent Abel, le laboratoire de génétique humaine des maladies infectieuses. En 2008, Il est nommé professeur à l'université Rockefeller à New York. Il rejoint le Howard Hughes Medical Institute en 2014. Il est membre de l'académie nationale des sciences des États-Unis  et de l'académie américaine de médecine  depuis 2015.

## Récompenses et honneurs
- 1997 : Prix Claude Paoletti du CNRS
- 2004 : Prix de la Fondation de Physiopathologie Professeur Lucien Dautrebande[9]
- 2005 : Membre de l'organisation européenne de biologie moléculaire (EMBO) [10]
- 2008 : prix Richard Lounsbery de l'Académie des Sciences française et l'Académie nationale des sciences américaine[11]
- 2011 : Prix de la Fondation Artois-Baillet Latour[12]
- 2014 :
  - co-lauréat du Prix Robert Koch (en) avec Alain Fischer[13],[14]
  - Prix Sanofi-Institut Pasteur[15]
- 2016 : Grand Prix de l'Inserm[4]

## Décorations
- Officier de la Légion d'honneur en 2021[16] (chevalier en 2020[17]).

## Publication sélective
- Impairment of immunity to Candida and Mycobacterium in humans with bi-allelic RORC mutations, 9 juillet 2015, Science
- Life-threatening influenza and impaired interferon amplification in human IRF7 deficiency, 24 avril 2015, Science
- Ribosomal protein SA haploinsufficiency in humans with isolated congenital asplenia, 24 mai 2013, Science
- Mycobacterial disease and impaired IFN-γ immunity in humans with inherited ISG15 deficiency, 28 septembre 2012, Science
- Chronic mucocutaneous candidiasis in humans with inborn errors of interleukin-17 immunity,1er avril 2011, Science